# Stefano Domenicali
Stefano Domenicali (Imola, 11 de mayo de 1965) es un dirigente deportivo italiano, que ha ostentado diversos cargos en el mundo del automovilismo. Domenicali es el actual presidente y consejero delegado de la Fórmula 1, expresidente ejecutivo de Lamborghini y exdirector deportivo de la Scuderia Ferrari.

## Trayectoria
Después de trabajar en el comercio y negocios italianos, Domenicali se unió a Ferrari en la Temporada 1991 de Fórmula 1, donde trabajaba en la administración de la compañía. Él entonces se trasladó a la administración del equipo de competición y de desarrollo de la pista de pruebas del Circuito de Mugello, propiedad del fabricante italiano. En la Temporada 1995 de Fórmula 1, fue designado como jefe de personal en el departamento deportivo de la Scuderia y fue también involucrado con la captura de patrocinadores por parte del equipo, antes de ser promovido a director del equipo en diciembre de la Temporada 1996 de Fórmula 1. Después de un breve periodo como director de logística, se convirtió en el director deportivo del equipo en la Temporada 2002 de Fórmula 1.
El 12 de noviembre de 2007, Ferrari anunció que Stefano Domenicali tomaría el rol de director de la Scuderia Ferrari, sustituyendo a Jean Todt. En 2008, su primer año como máximo responsable de la Scuderia, consiguió el campeonato de constructores.
El 14 de abril de 2014, anuncia que dimite en su puesto de director deportivo de la Scuderia Ferrari, siendo sustituido por Marco Mattiacci. Los rumores sobre la marcha de Domenicali empezaron desde su llegada y, tras muchos fracasos (ningún título en 5 años), su adiós se hizo oficial a principios de la temporada 2014 de Fórmula 1.
El 29 de octubre de 2014, el fabricante alemán Audi confirma su contratación, entrando a formar parte del Grupo Volkswagen.
En 2016 el Grupo Volkswagen anuncia que Domenicali toma el mando de Lamborghini, fabricante italiano de deportivos de lujo, en el rol de CEO.
El 25 de septiembre de 2020 se anunció por parte de Liberty Media, compañía estadounidense propietaria de los derechos de explotación del campeonato de Fórmula 1, que Domenicali sustituiría a Chase Carey como Presidente y CEO de Fórmula 1, abandonando su rol anterior como CEO en Lamborghini.